# William Wales
William Wales (Warmfield, 1734 – Londra, 29 dicembre 1798) è stato un astronomo e matematico britannico.
È meglio conosciuto per aver servito come uno dei due astronomi di bordo nel secondo viaggio di James Cook nei mari del Sud. Wales fu uno dei primi cosiddetti computer umani ingaggiati per effettuare i complessi calcoli per le tavole di navigazione della recentemente fondata The Nautical Almanac.

## Biografia
Nacque intorno al 1734 da John e Sarah Wales e fu battezzato a Warmfield (nei pressi della città di Wakefield nel West Yorkshire) quello stesso anno. Da giovane, secondo lo storico John Cawte Beaglehole, Wales viaggiò a Sud in compagnia di un certo Mr Holroyd, che divenne in seguito idraulico al servizio di Giorgio III. Verso la metà degli anni '60, Wales contribuì al The Ladies' Diary. Nel 1765 prese in moglie Mary Green, la sorella dell'astronomo Charles Green.
Nel 1765, Wales fu impiegato dall'Astronomo Reale Nevil Maskelyne come computer umano, al fine di calcolare e redigere le effemeridi per il The Nautical Almanac dello stesso Maskelyne, utilizzate poi per stabilire la longitudine di una imbarcazione in navigazione.

### Il transito di Venere del 1769 e lo svernamento nella Baia di Hudson
Nell'ambito dei piani della Royal Society di fare delle osservazioni nel giugno del 1769 durante il transito di Venere, volte ad una determinazione accurata della unità astronomica (la distanza tra la Terra e il Sole), Wales ed un suo assistente, Joseph Dymond, furono inviati al Prince of Wales Fort sulla Baia di Hudson per osservare il transito. Alla coppia furono offerte 200 sterline in caso di una conclusione con successo della loro spedizione. Altre spedizioni finanziate dalla Society nel 1769 erano quelle di Cook, con le osservazioni previste a Tahiti, e quella di Jeremiah Dixon e William Bayly in Norvegia.
Poiché la presenza del pack rendeva impossibile spostarsi per mare durante i mesi invernali, Wales e Dymond furono costretti ad iniziare il loro viaggio nell'estate del 1768, salpando il 23 giugno. Ironia della sorte Wales, quando si era offerto volontariato per una spedizione per osservare il transito, aveva chiesto di essere inviato in un luogo più ospitale possibile.
La compagnia arrivò al Prince of Wales Fort nell'agosto del 1768.
A causa della penuria di materiali da costruzione presso il sito prescelto, il gruppo fu costretto a portare non solo strumenti astronomici, ma anche i materiali necessari per la costruzione di una abitazione. Al loro arrivo, la coppia costruì due osservatori portatili, che erano stati progettati dal tecnico John Smeaton. I lavori di costruzione occuparono i due per un mese, quindi si stabilirono per trascorrere la lunga stagione invernale.
Quando il giorno del transito, il 3 giugno 1769, finalmente giunse, i due ebbero la fortuna di godere di una giornata abbastanza limpida e furono in grado di osservare il transito verso mezzogiorno, ora locale. Tuttavia, i risultati dei due astronomi al momento del primo contatto, quando Venere appariva mentre attraversava il disco del Sole, differirono di 11 secondi; la discrepanza fu causa di estremo turbamento per Wales.
Sarebbero quindi dovuti rimanere in Canada per altri tre mesi prima di fare il viaggio di ritorno in Inghilterra, diventando così i primi scienziati a trascorrere un intero inverno nella Baia di Hudson. Al suo ritorno in patria, Wales era ancora sconvolto dalle discrepanze nelle osservazioni e si rifiutò di presentare le sue scoperte alla Royal Society fino al marzo 1770; tuttavia, la relazione della spedizione, compresi i risultati astronomici, nonché altre osservazioni climatiche e botaniche, trovarono una generale approvazione e fu invitato da James Cook ad unirsi alla sua prossima spedizione.

### La partecipazione al secondo viaggio di circumnavigazione di Cook
Wales e William Bayly furono incaricati dalla Commissione per la longitudine (Commissioners for the Discovery of the Longitude at Sea) di accompagnare James Cook nel suo secondo viaggio. Wales avrebbe accompagnato Cook proprio a bordo della sua nave, la HMS Resolution. 
Il cognato di Wales, Charles Green, era stato l'astronomo nominato dalla Royal Society per osservare il transito di Venere del 1769 ed era morto durante il viaggio di ritorno dal primo viaggio di James Cook. L'obiettivo primario di Wales e Bayly era quello di testare il cronometro marino Larcum Kendall K1 per calcolare la longitudine. Questo era basato sul cronometro H4 di John Harrison. Wales compilò un diario di bordo del viaggio, registrando posizioni e condizioni, l'uso e la sperimentazione di vari strumenti, così come le molte osservazioni effettuate sulle popolazioni ed i luoghi incontrati durante l'esplorazione.

### La maturità
Nel 1778, dopo il suo ritorno, Wales fu incaricato di scrivere il resoconto astronomico ufficiale del primo viaggio di Cook. Wales divenne quindi Maestro alla Royal Mathematical School presso il Christ's Hospital e fu eletto Fellow della Royal Society nel 1776. Tra gli allievi di Wales presso il Christ's Hospital vanno annoverati Samuel Taylor Coleridge e Charles Lamb. Fu in seguito suggerito che i resoconti di Wales riguardo ai suoi viaggi avrebbero influenzato Coleridge quando scrisse il suo poema La ballata del vecchio marinaio. Fu infine nominato Segretario della Commissione per la longitudine nel 1795, carica che conservò fino alla sua morte avvenuta nel 1798.

## Riconoscimenti
- Durante il suo viaggio del 1791-95, George Vancouver, che aveva studiato astronomia sotto Wales come guardiamarina sulla HMS Resolution durante la seconda circumnavigazione di Cook, denominò Wales Point un promontorio all'ingresso della penisola di Portland, sulla costa della Columbia Britannica, in onore del suo maestro; il suo nome fu in seguito utilizzato per la vicina Wales Island da un funzionario dell'United Kingdom Hydrographic Office[17]. Nel suo diario Vancouver registrò la sua gratitudine e il suo debito nei confronti di Wales « per le informazioni che mi permisero di attraversare e delineare queste regioni solitarie »[18].
- Wales è apparso su un francobollo del 1974 delle Nuove Ebridi (ora Vanuatu) per commemorare in occasione del 200º anniversario della scoperta delle isole da parte di Cook.
- L'asteroide 15045 Walesdymond, scoperto nel 1998, è stato così chiamato in onore della coppia Wales e Dymond[19].

## Opere di William Wales
- The Method of Finding the Longitude by timekeepers